# 기쿠가와 요시오
기쿠가와 요시오(일본어: 菊川 凱夫, 1944년 9월 12일 ~ 2022년 12월 2일)는 일본의 전 축구 선수이다.

## 국가대표팀 경력
그는 1969년 FIFA 월드컵 예선에 참가할 일본 국가대표팀에 발탁되었으며, 10월 12일 대한민국와의 경기에서 데뷔했다. 1970년 아시안 게임에도 출전했다. 그는 1971년까지 국제 A매치 통산 16경기에 출전했다.

## 통계
| 일본 | 일본 | 일본 |
| 연도 | 출전 | 득점 |
| ---- | ---- | ---- |
| 1969 | 2    | 0    |
| 1970 | 12   | 0    |
| 1971 | 2    | 0    |
| 통산 | 16   | 0    |